# インディアナ大学システム
インディアナ大学システム（インディアナだいがくシステム、Indiana University system）は、アメリカ合衆国インディアナ州内の9つのキャンパスから構成される大学群の総称。旗艦校はインディアナ大学ブルーミントン校である。

## 概要
インディアナ大学は、1820年に設立されたアメリカ合衆国中西部における名門州立大学であり、インディアナ大学システムとは、インディアナ州における9つのキャンパスから構成される教育システムの総称である。単に「インディアナ大学」と言った場合は、学生数、規模、研究水準、スポーツ等の観点からブルーミントン市にあるインディアナ大学ブルーミントン校を指すのが一般的である。
多くの学部が高いランキングを保っており、パブリック・アイビーと称される大学の一つである。特に、ブルーミントン校に所在するジェイコブズ音楽院は全米で最も優れた音楽学校のひとつとして知られる。U.S. News（2019年版）の大学院部門ランキングでは、公共政策大学院（SPEA）（1位）、歴史学（20位）、経営大学院（ケリー経営学部）（21位）、社会学（15位）、社会心理学（2位）、心理学（17位）、認知心理学（8位）、教育学（28位）、英文学（20位）、図書館情報学（9位）、法科大学院（34位）、政治学（29位）、生物学（39位）などが上位に入っている。
なお、インディアナ大学の英語名称は「Indiana University」であるが、誤って「University of Indiana」と呼ばれることがある。同州のテレホートにあるインディアナ州立大学とは別の大学である。

## 沿革
インディアナ大学は、全米で最も歴史のある州立大学のひとつであり、1816年に州法により州教育機関システム設立の方針決定が行われ、1820年にインディアナ州により神学校として設立された。
1823年には最初の教授が採用され、最初の講義が1824年に行われ、1830年に最初の卒業生を送り出した。1838年にはIndiana Collegeより現在の正式名称であるIndiana Universityに名称が変更された。1850年代には学生数が100人を超え、教授陣も7名を擁する規模となった。
また、男女機会均等の観点から全米で最も古く女性を受け入れた大学の一つであり、1867年には初めて女学生（サラ・モリソン）を受け入れ、1873年にはモリソンは同校初の女性教授となった。

## 大学関係の有名人
- ジェームズ・デウィー・ワトソン (James Dewey Watson)：1962年ノーベル生理学・医学賞受賞、DNA螺旋構造の発見
- エリノア・オストロム (Elinor Ostrom)：2009年ノーベル経済学賞
- リカルド・ジャコーニ (Ricardo Giacconi)：2002年ノーベル物理学賞
- ダン・コーツ - 政治家、元国家情報長官
- マイク・ペンス - 政治家、副大統領、元インディアナ州知事
- クリス・ライトル - 総合格闘家
- デイブ・ハーマン - 総合格闘家
- 井上福子　経営学者、同志社大学教授、エクセディ取締役、ローム取締役
- ソーントン不破直子 - 比較文学者、日本女子大学名誉教授、日本比較文学会会長
- 富井幸雄 - 法学者、東京都立大学教授
- 渡邊智暁 - 情報学者、国際大学主幹研究員
- ジョシュア・ベル - バイオリニスト
- 堤剛 - チェリスト

## キャンパス
インディアナ大学システムは以下の9キャンパスで構成される。学術的にはブルーミントン校が群を抜いて著名である。学生数は92,916人（2005年秋学期現在）で、大多数はブルーミントン校（35,694人）及びIUPUI（28,139人）で学んでいる。
- インディアナ大学ブルーミントン校
- インディアナ大学インディアナポリス校（英語版） - 旧インディアナ大学-パデュー大学インディアナポリス校（IUPUI）
- インディアナ大学イースト校（英語版）
- インディアナ大学ココモ校
- インディアナ大学ノースウェスト校（英語版）
- インディアナ大学サウスベンド校
- インディアナ大学サウスイースト校（英語版）
- インディアナ大学コロンバス校（英語版） - 旧インディアナ大学-パデュー大学コロンバス校（IUPUC）
- インディアナ大学フォートウェイン校（英語版） - 旧インディアナ大学-パデュー大学フォートウェイン校（IPFW）

以前はパデュー大学と協力して3つの地域キャンパスを運営していた。IUPUIキャンパスにはメディカル・センター（en:Indiana University School of Medicine）及び歯学専門大学院（Indiana University School of Dentistry）の本部が所在しているほか、ロー・スクール（en:Indiana University School of Law Indianapolis）も所在している。
- インディアナ大学-パデュー大学インディアナポリス校（IUPUI）
- インディアナ大学-パデュー大学コロンバス校（IUPUC）
- インディアナ大学-パデュー大学フォートウェイン校（英語版）（IPFW）